# Juncus falcatus
Juncus falcatus är en tågväxtart som beskrevs av Ernst Meyer. Juncus falcatus ingår i släktet tåg, och familjen tågväxter. Inga underarter finns listade i Catalogue of Life.